# RBS-23

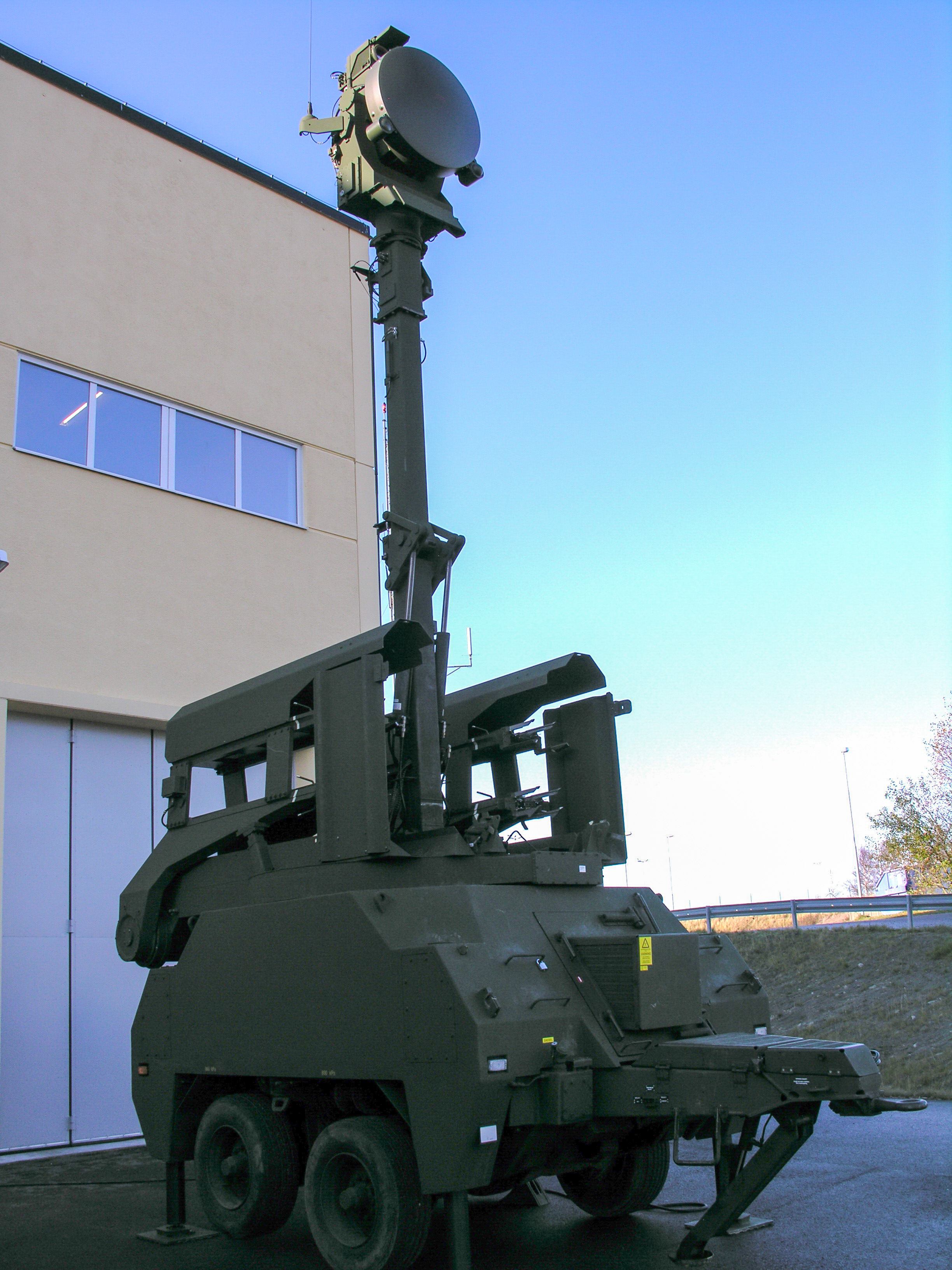
RBS 23 BAMSE

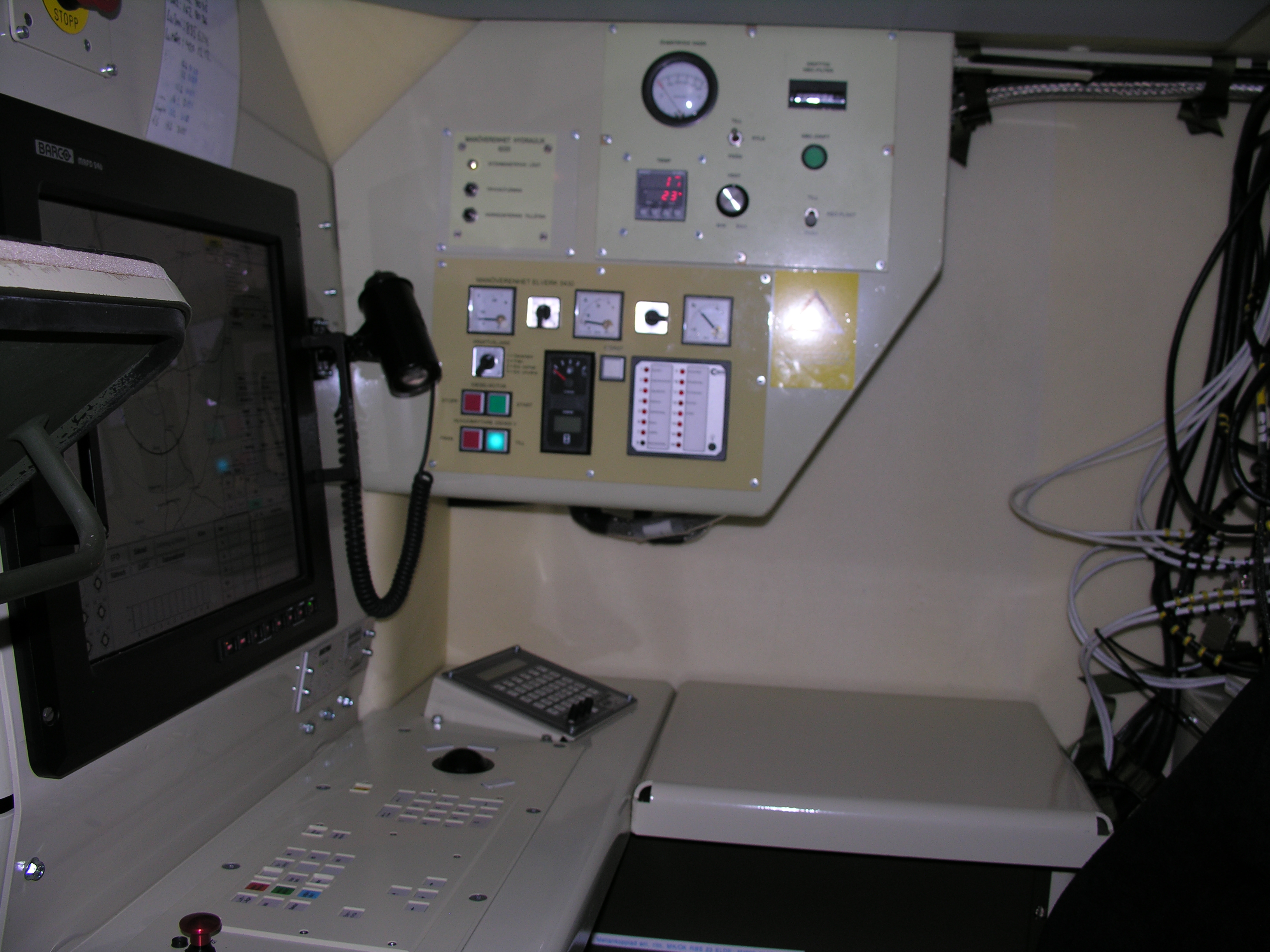
Interior del sistema RBS 23 BAMSE

El RBS-23, designado BAMSE (Evaluación del sistema de misiles avanzados de Bofors), es un sistema de Defensa aérea sueco de alcance medio y apto para todo tipo de clima desarrollado por Bofors y Ericsson Microwave Systems  (ahora ambos en el grupo Saab). El RBS-23 está diseñado para la protección de instalaciones militares, fuerzas terrestres e infraestructuras de alto valor. Está destinado a operar contra objetivos muy pequeños y rápidos como misiles aire-superficie, misiles antirradiación, UAVs y misiles de crucero. También puede atacar objetivos voladores a gran altitud. En su sitio web, Saab menciona una cobertura terrestre de más de 1.500 km², una cobertura de altitud de 15.000 m y un alcance de hasta 20 km.

## Diseño
El sistema consta de un Centro de Vigilancia y Control (SCC) y de dos a cuatro Centros de Control de Misiles (MCC). Los remolques del centro de control de misiles están ubicados hasta a 20 km del SCC e interconectados a través de un cable o comunicaciones por radio (hasta 15 km). 

### Centro de vigilancia y control
El SCC es operado por una tripulación de uno o dos. Comprende un Radar GIRAFFE, Radar 3D de vigilancia con un mástil de antena de 8 a 13 metros. Se utiliza para la evaluación de amenazas, coordinación de combate, adquisición, identificación, seguimiento y priorización de objetivos. El SCC puede coordinar hasta cuatro centros de control de misiles. El sistema tiene una capacidad de simulación integrada para llevar a cabo la formación.

### Centro de control de misiles
El remolque del centro de control de misiles depende de vehículos de transporte que también llevan misiles adicionales para operaciones de recarga. El centro está protegido contra fragmentos y amenazas nucleares, biológicas y químicas. Tiene dos estaciones informáticas y es operado por una o dos personas. Comprende un radar de control de fuego de banda Ka con un mástil de 8 metros, IRST (sensor infrarrojo para vigilancia y seguimiento), sistema IFF, seis misiles BAMSE listos para disparar y sensores meteorológicos. El MCC se puede implementar en 10 minutos y la recarga completa de un MCC lleva menos de 4 minutos.

### Misil
El misil utilizado por el sistema RBS 23 se basa en el RBS 70, pero a diferencia de su predecesor (que es guiado por láser) el RBS23 es guiado por radar, lo que significa que el misil en sí y el objetivo deben ser rastreados por el radar de control de tiro hasta el impacto. También se ha agregado un refuerzo. Se afirma que el misil tiene una alta aceleración y una gran maniobrabilidad. Está equipado con una ojiva de fragmentación y carga conformada y con una espoleta de proximidad y una espoleta de impacto. El alcance es de 20 km.

## Despliegue
El gobierno sueco ordenó el RBS-23 en el año 2000 y las entregas comenzaron en el 2002. El Ejército de Suecia solo entrenó a los reclutas en el sistema en 2008, sin embargo, el sistema no se usó en el ejército, sino que se usó como un sistema de demostración. El 1 de julio de 2019, el sistema se puso en uso en el ejército sueco y se colocaron varios sistemas RBS 23 en Gotland, bajo el mando del nuevo Regimiento de Gotland. Sin embargo, el sistema se desplegó con el radar de búsqueda PS-90 y no con Giraffe AMB (UndE 23). Esto se debe a que las unidades Giraffe AMB se actualizaron con un nuevo sistema de datos para transmitir la imagen aérea para que ya no puedan comunicarse directamente con las unidades de bomberos RBS 23. El PS-90 anterior puede comunicarse con las unidades de bomberos y traducir el sistema de datos moderno al nuevo, por eso se eligió el PS-90. El PS-90 carece de la cobertura de altura del UndE 23 (Giraffe AMB) y no puede usar el rendimiento de altitud total del misil RBS23 a menos que esté conectado a un radar que tenga esa cobertura.